# Nauka o tlu
Nauka o tlu ili nauka o zemljištu je studija tla kao prirodnog resursa na površini Zemlje uključujući formiranje tla, klasifikaciju i mapiranje; fizička, hemijska, biološka, i plodonosna svojstva zemljišta; i ta svojstva u relaciji sa njihovom upotrebom i upravljanjem zemljištom.
Ponekad se izrazi koji se odnose na grane nauke o zemlji, kao što su pedologija (formiranje, hemija, morfologija i klasifikacija tla) i edafologija (kako tla utiču na živa bića, posebno biljke), koriste kao da su sinonimi za nauku o zemlji. Raznolikost imena povezanih sa ovom disciplinom povezana je sa različitim namenskim udruženjima. Inženjeri, agronomi, hemičari, geolozi, fizički geografi, ekolozi, biolozi, mikrobiolozi, uzgajivači šuma, sanitaristi, arheolozi i specijalisti za regionalno planiranje, svi doprinose daljem poznavanju tla i unapređenju nauka o zemljištu.
Naučnici koji proučavaju zemljište su izrazili zabrinutost u pogledu načina očuvanja tla i obradive zemlje u svetu sa rastućom populacijom, moguće krize vode u budućnosti, povećanja potrošnje hrane po stanovniku i zbog degradacije zemljišta.

## Polja izučavanja
Tlo zauzima pedosferu, jednu od zemaljskih sfera koje geonaučnici koriste da konceptualno organizuju Zemlju. Ovo je konceptualna perspektiva pedologije i edafologije, dve glavne grane nauke o zemlji. Pedologija je proučavanje tla u njegovom prirodnom okruženju. Edafologija je proučavanje tla u odnosu na od njega zavisne upotrebe. Obe grane primenjuju kombinaciju fizike tla, hemije tla i biologije tla. Zbog brojnih interakcija između biosfere, atmosfere i hidrosfere koje se nalaze unutar pedosfere, vredni su i integrisaniji, manje na tlo usmereni koncepti. Mnogi pojmovi neophodni za razumevanje tla potiču od osoba koje nije moguće striktno identifikovati kao naučnike posvećene izučavanju tla. Ovo naglašava interdisciplinarnu prirodu koncepata tla.

## Istraživanje
Zavisnost od i radoznalost o tlu, istraživanje raznolikosti i dinamike ovog resursa i dalje donosi nova otkrića i uvide. Novi načini istraživanja tla podstaknuti su potrebom da se tlo shvati u kontekstu klimatskih promena, gasova sa efektom staklene bašte i sekvestracije ugljenika. Interesovanje za održavanje biološke raznolikosti planete i za istraživanje prošlih kultura takođe je podstaklo novo zanimanje za postizanje rafiniranijeg razumevanja tla.

## Klasifikacija
Godine 1998, Svetska referentna baza za resurse zemljišta (WRB) zamenila je FAO klasifikaciju zemljišta kao međunarodni sistem klasifikacije zemljišta. Trenutno važeća verzija WRB-a je 4. izdanje, 2022. FAO klasifikacija zemljišta je pozajmljena iz savremenih koncepata klasifikacije zemljišta, uključujući taksonomiju tla USDA.
WRB se zasniva uglavnom na morfologiji zemljišta kao izrazu pedogeneze. Glavna razlika u odnosu na taksonomiju tla USDA je u tome što klima zemljišta nije deo sistema, osim u onoj meri u kojoj klima utiče na karakteristike profila tla.
Postoje mnoge druge šeme klasifikacije, uključujući narodne sisteme. Struktura u narodnim sistemima je ili nominalna, dajući jedinstvena imena zemljištima ili pejzažima, ili deskriptivna, pri čemu se zemljišta nazivaju prema njihovim karakteristikama kao što su crvena, vruća, masna ili peskovita. Zemljišta se razlikuju po očiglednim karakteristikama, kao što su fizički izgled (npr. boja, tekstura, položaj pejzaža), performanse (npr. proizvodna sposobnost, poplavljenje) i prateća vegetacija. Narodna osobenost koja je poznata mnogima je klasifikovanje teksture kao teške ili lagane. Za zemljište lakog sadržaja i bolje struktura, potrebno je manje napora za okretanje i kultivaciju. Suprotno popularnom verovanju, laka zemljišta ne teže manje od teških na suvoj bazi niti imaju veću poroznost.

## Istorija
Najraniji poznati sistem klasifikacije zemljišta potiče iz Kine, a pojavljuje se u knjizi Ju Gong (5. vek pre nove ere), gde je zemljište podeljeno u tri kategorije i devet klasa, u zavisnosti od boje, teksture i hidrologije.
Savremenici Fridrih Albert Falou, nemački osnivač moderne nauke o tlu, i Vasili Dokučajev, ruski osnivač moderne nauke o tlu, zaslužni su za to što su među prvima identifikovali tlo kao resurs čija specifičnost i složenost zaslužuju da se konceptualno odvoje od geologije i proizvodnje useva, i da se tretiraju kao celina. Kao osnivač nauke o tlu, Falou ima hronološko prvenstvo. Falou je radio na poreklu tla pre nego što je Dokučajev rođen, međutim Dokučajevov rad je bio obimniji i smatra se da je značajniji za modernu teoriju tla od Falouvog.
Ranije se zemljište smatralo proizvodom hemijskih transformacija stena, mrtvog supstrata iz kojeg biljke dobijaju hranljive elemente. Tlo i stena su zapravo bili izjednačeni. Dokučajev posmatra tlo kao prirodno telo koje ima sopstvenu genezu i sopstvenu istoriju razvoja, telo sa složenim i višestrukim procesima koji se odvijaju u njemu. Smatra se da se tlo razlikuje od temeljne stene. Stene postaju zemljište pod uticajem niza faktora formiranja zemljišta (klime, vegetacije, zemlje, reljefa i starosti). Prema njegovim rečima, tlo treba nazvati „dnevnim“ ili spoljašnjim horizontima stena bez obzira na vrstu. Tla se prirodno menjaju zajedničkim dejstvom vode, vazduha i raznih vrsta živih i mrtvih organizama.
Jedna enciklopedijska definicija iz 1914. godine navodi da su tlo: „različiti oblici zemlje na površini stena, nastali lomljenjem ili trošenjem stena“, i to ilustruje istorijski pogled na tlo koji je opstao od 19. veka. Dokučajevov koncept zemljišta iz kasnog 19. veka razvio se u 20. veku u koncept zemljišta kao zemljanog materijala koji je izmenjen živim procesima. Posledični koncept je da je tlo bez žive komponente jednostavno deo spoljašnjeg sloja zemlje.
Dalje usavršavanje koncepta tla se odvija u pogledu uvažavanja transporta energije i transformacije unutar tla. Termin se popularno primenjuje na materijale na površini zemljinog Meseca kao i Marsa, što je upotreba prihvatljiva unutar dela naučne zajednice. Precizni siže ovog modernog shvatanja tla je Nikiforovova definicija tla iz 1959. godine kao „pobuđene kože podvazdušnog dela zemljine kore“.

## Literatura
- Soil Survey Staff (1993). Soil Survey: Early Concepts of Soil. (html) Soil Survey Manual USDA Handbook 18, Soil Conservation Service. U.S. Department of Agriculture. URL accessed on 2004-11-30.
- Lindbo, David L.; Kozlowski, Deb A.; Robinson, Clay, ур. (2012). Know Soil, Know Life. Madison, Wis.: Soil Science Society of America. стр. 94—5. ISBN 9780891189541.
- Buol, S.W., Southard, R.J., Graham, R.C., and McDaniel, P.A. (2003). Soil Genesis and Classification, 5th Edition. Iowa State Press - Blackwell, Ames, IA.
- Driessen, P., Deckers, J., Spaargaren, O., & Nachtergaele, F. (Eds.). (2001). Lecture notes on the major soils of the world. Rome: FAO.
- IUSS Working Group WRB: World Reference Base for Soil Resources 2014, Update 2015. World Soil Resources Reports 106, FAO, Rome 2015.  978-92-5-108369-7 (PDF 2,3 MB).
- Agriculture Canada Expert Committee on Soil Survey. (1987). The Canadian system of soil classification (2nd ed.). Ottawa: Canadian Government Publishing Centre.
- Avery, B. W. (1980). Soil classification for England and Wales: higher categories. Cranfield, England: Cranfield University, Soil Survey & Land Research Centre/National Soil Resources Institute.[1]
- Baize, D., & Girard, M. C. (Eds.). (1995). Référentiel pédologique 1995. Paris: Institut National de la Recherche Agronomique.
- Baize, D., & Girard, M. C. (Eds.). (1998). A sound reference base for soils: The "Référentiel Pédologique" (English translation by Hodgson J.M., Eskenazi N.R., & Baize D. ed.). Paris: Institut National de la Recherche Agronomique.
- Baize, D., & Girard, M. C. (Eds.). (2008). Référentiel pédologique, troisième édition. Association française pour l’étude du sol (Afes). Versailles, France.
- Hewitt, A. E. (1992). „Soil classification in New Zealand: legacy and lessons”. Australian Journal of Soil Research. 30 (6): 843—854. Bibcode:1992SoilR..30..843H. doi:10.1071/SR9920843.
- Hewitt, A. E. (2010). New Zealand soil classification, third edition. Manaaki Whenua - Landcare Research. Lincoln, Canterbury, New Zealand.
- Isbell, R. F. and the National Committee on Soil and Terrain. (2016). The Australian soil classification, second edition. CSIRO. Clayton South, Victoria, Australia.
- Soil Classification Working Group. (2018). Soil classification: a natural and anthropogenic system for South Africa, third edition. Agricultural Research Council; Institute for Soil, Climate and Water. Pretoria, RSA.
- Soil Survey Staff. (1999). Soil taxonomy: a basic system of soil classification for making and interpreting soil surveys (2nd ed.). Washington, DC: US Department of Agriculture Soil Conservation Service.
- Boorman, D. B., Hollis, J. M., & Lilly, A. (1995). Hydrology of soil types: a hydrologically-based classification of the soils of the United Kingdom (No. 126): UK Institute of Hydrology.[2]
- Klingebiel, A. A., & Montgomery, P. H. (1961). Land capability classification. Washington, DC: US Government Printing Office.
- Sanchez, P. A., Palm, C. A., & Buol, S. W. (2003). Fertility capability soil classification: a tool to help assess soil quality in the tropics. Geoderma, 114(3-4), 157-185.
- American Society for Testing and Materials, 1985, D 2487-83, Classification of Soils for Engineering Purposes: Annual Book of ASTM Standards. Vol. 04.08, pp 395–408.
- Baldwin, M., Kellogg, C. E., & Thorp, J. (1938). Soil classification. In Soils and men: Yearbook of agriculture (pp. 979–1001). Washington, DC: U.S. Department of Agriculture.
- Simonson, R. W. (1989). Historical aspects of soil survey and soil classification with emphasis on the United States, 1899-1970. Wageningen, NL: International Soil Reference and Information Centre (ISRIC).
- Eswaran, H., Rice, T., Ahrens, R., & Stewart, B. A. (Eds.). (2002). Soil classification : a global desk reference. Boca Raton, Fla.: CRC Press.
- Butler, B. E. (1980). Soil classification for soil survey. Oxford: Oxford Science Publications. Science, 96,
- Cline, M. G. (1949). Basic principles of soil classification. Soil Science, 67(2), 81-91.
- Cline, Marlin G. (1963). „Logic of the new system of soil classification”. Soil. 96 (1): 17—22. Bibcode:1963SoilS..96...17C. doi:10.1097/00010694-196307000-00004.
- Webster, R. (1968). „Fundamental objections to the 7th approximation”. Journal of Soil Science. 19 (2): 354—366. Bibcode:1968EuJSS..19..354W. doi:10.1111/j.1365-2389.1968.tb01546.x.
- Terzaghi Karl (1924). Soil Mechanics in Engineering Practice, Wiley-Interscience; 3 Sub-edition (January 1996,  0-471-08658-4)
- McBratney, A. B., & de Gruijter, J. J. (1992). „A continuum approach to soil classification by modified fuzzy k-means with extragrades”. Journal of Soil Science. 43 (1): 159—175. Bibcode:1992EuJSS..43..159M. doi:10.1111/j.1365-2389.1992.tb00127.x.

## Spoljašnje veze
- „World Reference Base | FAO SOILS PORTAL | Food and Agriculture Organization of the United Nations”.
- „Soil Survey”. NRCS Nebraska. US Department of Agriculture. Архивирано из оригинала 31. 10. 2020. г. Приступљено 5. 9. 2019.

1. ↑  „Soil classification system of England and Wales”. Cranfield University, National Soil Resources Institute. Архивирано из оригинала 30. 4. 2018. г. Приступљено 6. 1. 2019.
2. ↑  „Hydrology of soil types” (PDF). Cranfield University, National Soil Resources Institute. Архивирано (PDF) из оригинала 18. 3. 2016. г. Приступљено 6. 1. 2019.